# Pionýrská organizace Socialistického svazu mládeže
Pionýrská organizace Socialistického svazu mládeže (zkratka PO SSM) byla masová volnočasová organizace pro děti a mládež ve věku od 6 do 15 let řízená vládnoucí Komunistickou stranou Československa. Její výchovný systém vycházel z jednotné výchovy dětí a mládeže v duchu marxismu-leninismu. PO SSM byla založena v roce 1970 na celostátní ustavující konferenci SSM a PO SSM, na které byla přijata programová prohlášení a stanovy obou organizací. Pionýři byli vychováváni „k budování a obraně socialistické vlasti, k lásce a podpoře Sovětského svazu a celého socialistického společenství”. V roce 1985 měla PO SSM 1 589 728 členů (80 % dětí ČSSR). Po sametové revoluci PO SSM v lednu roku 1990 zanikla a nahradila ji na komunistické straně již nezávislá organizace Pionýr.

## Počátky pionýrského hnutí v Československu
Československý Komsomol (Komunistický svaz mládeže Československa, sekce KIM), inspirovaný založením sovětského Komsomolu na 1. všeruském svazu mládeže dne 28. října 1918, byl založen na ilegálním komunistickém sjezdu v Praze 20. února 1921. Podle sovětského vzoru vznikaly také «Mladí průkopníci», které lze považovat za předchůdce PO ČSM. Zásady boje za jednotu mládežnického hnutí prosadili komunisté do Košického vládního programu a první poválečné pokusy o socialistické organizování mládeže probíhaly již v letech 1945 až únor 1948. Dne 12. května 1945 byl pod politickým vlivem komunistů založen Svaz české mládeže (SČM), který vedlo jádro mladých komunistů.
Svaz české mládeže pořádal letos o prázdninách v krásném zámečku v Jinošově u Náměště kursy pro kulturní referenty Svazu české mládeže a vedoucí Junáka. S instrukcemi, které byly přednášeny, se rozjeli kulturní referenti do všech krajů, aby zde vedli kulturní život mládeže. Je zajímavé, co se těmto referentům podávalo na 4. kursu, který trval od 24. do 30. srpna tohoto roku (1945). Podrobně se probíral dialektický a historický materialismus, marxistická hospodářská soustava a mnoho jiného.
Týdeník Naše Demokracie, 23.09.1945, s. 2

### Pionýrská organizace Československého svazu mládeže
V letech 1948–1955 se KSČ snažila o sjednocení organizací československé mládeže, tak aby nová organizace plně odpovídala sovětskému vzoru a jejím snahám o budování socialismu. V roce 1949 vznikla násilným sloučením národních mládežnických organizací proletářská verze skautingu v podobě Československého svazu mládeže (ČSM) a Pionýrské organizace Československého svazu mládeže, přičemž pro KSČ stoupl význam těchto mládežnických organizací zejména během prvních let tzv. výstavby československého socialismu (1955–1962). V roce 1955 dostala PO ČSM za úkol důkladnější rozvoj zájmové činnost ve skupinách i oddílech, přičemž důraz měl být kladen zejména na mladé techniky a přírodovědce. Další změny v Pionýrské organizaci ČSM probíhaly po XII. sjezdu KSČ v letech 1962–1970. Výchovná činnost v 60. létech se zaměřovala na kulturní akce (majálesy, festivaly), turistické akce a sport.
Tyto skutečnosti je nutno v zákoně upravit proto, aby se vyjasnila otázka, jaká práva a povinnosti náležejí při výchově dětí rodičům a jaká práva a povinnosti společenským orgánům a organizacím. Nezbytnost takové součinnosti podtrhl soudruh Chruščov ve svém referátu na XXII. sjezdu KSSS, když řekl:« Společenská a rodinná výchova nestojí proti sobě, výchovný vliv rodiny na děti musí být v souladu s jejich výchovou v rámci společnosti. (Nová Mysl, zvláštní číslo, říjen 1961, str. 87.)» Z obdobných důvodů by měla být v zákoně o právu rodinném zakotvena i další skutečnost, že totiž na výchově dětí v socialistické společnosti se čím dále tím více podílejí i společenské organizace jako je Pionýr, tělovýchovné jednoty, Svazarm a především ČSM. Tuto významnou úlohu Československého svazu mládeže znovu podtrhlo a upřesnilo usnesení ústředního výboru KSČ o práci mezi mládeží z listopadu 1961, ve kterém se hovoří: „Všestranná příprava mládeže, její výchova v duchu komunismu, je jedním ze základních úkolů strany, na kterém se musí svými prostředky koordinovaně podílet všechny společenské organizace pracujících, na prvém místě Československý svaz mládeže.
Socialistická zákonnost, 06.04.1962, s. 171

### Pražské jaro a Pionýr
Důležitým mezníkem v celé historii pionýrské organizace byl rok 1968. Progresivní pionýrští pracovníci usilovali o nové pojetí této dětské organizace. V období let 1968 a 1969 se původní struktura jednotného ČSM a navazující Pionýrské organizace ČSM rozpadla. Vzniklo či bylo obnoveno 18 mládežnických organizací včetně Junáka, místo PO ČSM vznikl „Pionýr”, ve kterém bylo členství oproti předchozím obdobím dobrovolné. Demokratizační proces byl v srpnu 1968 narušen vpádem vojsk Varšavské smlouvy.

## Pionýrská organizace Socialistického svazu mládeže
Po XIV. a XV. sjezdu KSČ, dosáhla KSČ pod vedením Gustáva Husáka ustavení „Federální rady dětských a mládežnických organizací ČSSR” (založená 27. listopadu 1969) a nastolení procesu vedoucího k obnově struktury jednotné organizace pod jejím vlivem. Během roku 1970 byly na mnoha místech republiky ustaveny svazácké organizace. Ve dnech 9.–11. listopadu 1970 se v Praze konala celostátní ustavující konference SSM a PO SSM, na které byla přijata programová prohlášení a stanovy obou organizací (zaregistrován jako nová organizace 5. 3. 1971). Vzorem pro československou organizaci PO SSM zůstával sovětský Komsomol s Všesvazovou pionýrskou organizací V. I. Lenina. Byly ustaveny republikové (Československo se federalizovalo), krajské i okresní rady PO SSM, Ústřední rada PO SSM. Už v roce 1971 vykazovala PO SSM 511 000 pionýrů.
Za současného stavu společenského rozvoje nemohou rodiče zcela zajistit úspěšnou výchovu svých dětí. Rozvoj moderní socialistické společnosti totiž zvyšuje nároky na úroveň vzdělanosti a odbornosti. Rodinná péče musí tudíž být doplňována prakticky ve všech směrech péčí společenskou, prováděnou především státními orgány a společenskými organizacemi. Proto zákon o rodině stanoví, že o výchovu dětí pečují v nerozlučné jednotě s rodinou stát a společenské organizace, zejména Socialistický svaz mládeže a jeho pionýrská organizace (§ 30 zák. o rod.)
Socialistická zákonnost, 1/1972, s. 43

## Výchovný systém

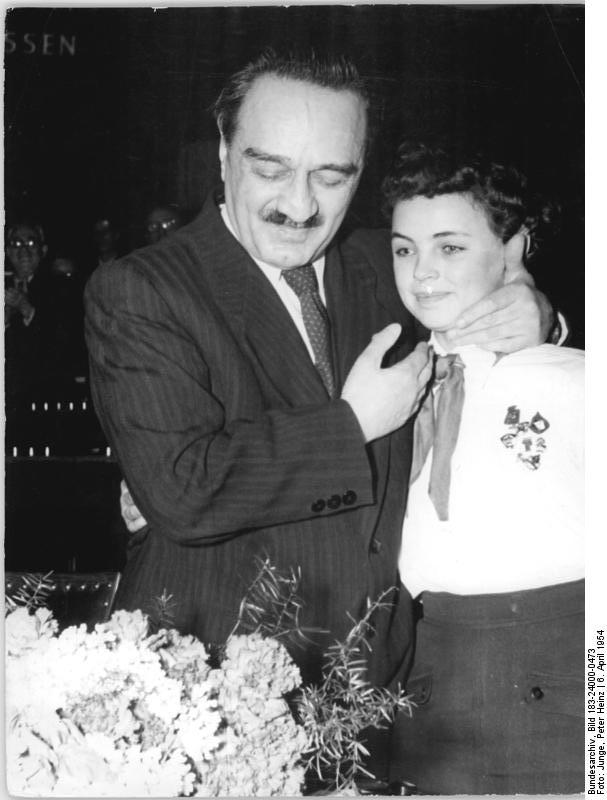
Východoněmecká pionýrka při setkání s Mikojananem, 1954

Výchova v PO SSM probíhala v duchu marxismu-leninismu. Pionýři byli vychováváni k socialistickému vlastenectví a k vzhlížení k Sovětskému svazu. V období normalizace byl ve výchovném systému kladen důraz na rozvoj dětí a mládeže prostřednictvím her a soutěží, které byly ideově a politicky motivovány.

### Pionýrské plameny a cesty
Základem výchovného systému PO SSM pro jiskry a pionýry bylo od roku 1973 zaváděné plnění „Pionýrských plamenů a cest”: «Zvířátka a Tři plamínky» pro jiskry, «Plameny» pro mladší pionýry (plamen bystrosti 8-10 let, plamen vytrvalosti 10-11 let a plamen samostatnosti 11-12 let) a «Cesty» pro starší pionýry (cesta objevů 12-13 let, cesta výkonů 13-14 let a cesta činů 14-15 let). Pro přehled splněných důkazů sloužily zápisníky (Zápisník plamenů, Zápisník cest) a po splnění plamene nebo cesty obdržel pionýr odznak, např. plamen bystrosti měl podklad bílý, plamen vytrvalosti podklad modrý a plamen samostatnosti podklad zlatý. Plněním pionýrských plamenů podávali pionýři důkazy pionýrské připravenosti, znalostí a dovedností, tvořivosti, tělesné a sportovní zdatnosti.

### Zájmová odborná činnost
Výběrovou část výchovného systému tvořily „zájmové odznaky” pro pionýrské oddíly, které kromě jednoho byly rozděleny na dva stupně pro mladší a starší (zaměřené na techniku, přírodovědu, kulturu, turistiku, atd.) Jednotlivci se mohli rozhodnout pro plnění „odznaků odbornosti“ (např. odznak odbornosti požárník, elektrotechnik, hudebník, atlet, vodák, astronom, knihovník, botanik, rybář, loutkář, kosmonaut, spojař, zdravotník, organizátor, myslivec, tanečník, lodní modelář, železniční modelář, geolog, znalec světové socialistické soustavy, atd.) v pěti kategoriích (politickovýchovná 7, technická 9, přírodovědná 12, kulturně umělecká 10, sportovní a turisticko-branná 15). Celkem se jednalo o 53 odbornosti. Táborové plameny a cesty se staly východiskem pro organizování celostátních táborových etapových her.
Pod vedením skupinového vedoucího Josefa Vasky st. se pionýři zapojili do výchovného systému Plamenů a Cest. Jejich aktivita byla hodnocena pozitivně, jelikož 145 dětí bylo vyznamenáno odznaky tohoto výchovného systému. Dvacet jedna jisker získalo odznak Tří plamínků, 21 pionýrů bylo oceněno odznaky Mladého turisty a 160 pionýrů se mohlo pyšnit odznakem 160 jarních kilometrů.
Jan Votýpka: Pionýrská skupina v Hrádku u Rokycan, Plzeň 2015

### Pionýrské hry a soutěže

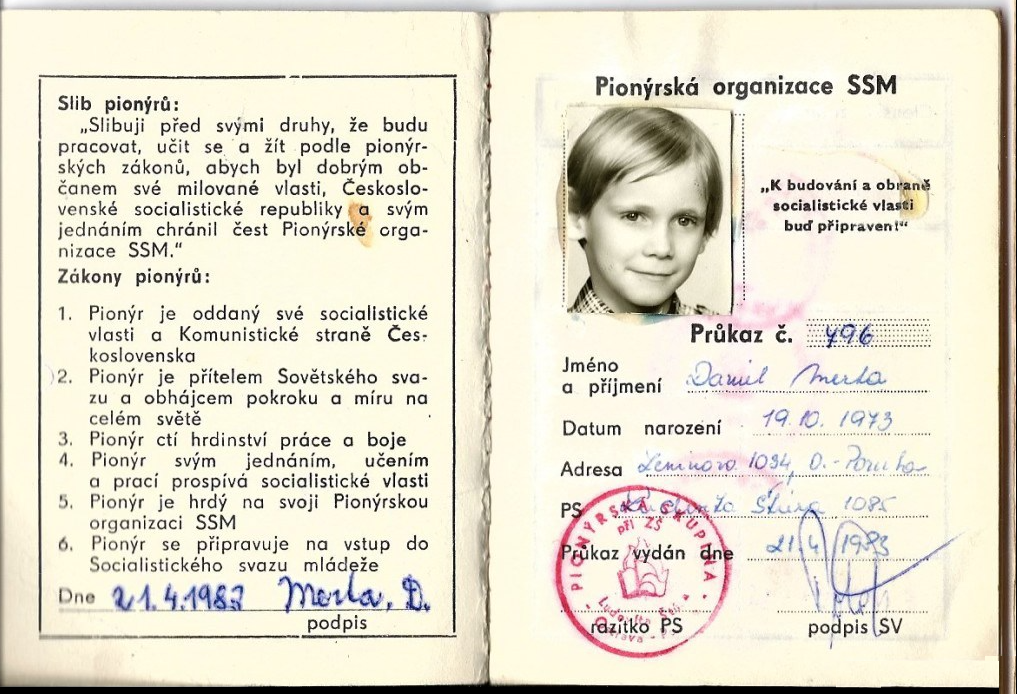
Průkaz člena

Ústřední výbor SSM a Ústřední rada PO SSM vyhlašovaly celostátní pionýrské expedice, hry a soutěže, provázané s oslavami politických výročí komunistické strany, Sovětského svazu nebo dělnického hnutí. Po vzoru SSSR byly pořádány letní pionýrské tábory. Už první číslo časopisu Pionýrská stezka (přeměněný časopis Junák) otevíral úvodník Společně za rudou hvězdou, startující ve školním roce 1970/71 celostátní pionýrskou hru Cesta za rudou hvězdou, pořádanou na počest 50. výročí založení KSČ. V ideové části pionýři plnili 5 úkolů (jako 5 cípů rudé hvězdy) ‒ cestu mladých průkopníků, cestu rudého praporu, cestu boje, cestu vítězství a cestu budování. V říjnu 1970 schválil ÚV SSM hru k 50. výročí založení KSČ a Čs. Komsomolu s názvem Signál 50.
Ve školním roce 1971/72 Ústřední štáb vyhlásil celostátní expedici Za prvními pionýry, která byla „věnována sovětské Všesvazové pionýrské organizaci V. I. Lenina a těm, kteří stáli před 50 lety při zrodu pionýrského hnutí”. Expedice měla tři části:
- Do země přátel (symbolem byl rudý prapor)
- S pionýry ‒ leninci (symbolem byl rudý šátek)
- Za pionýry dneška (symbolem byly rudé pionýrské plameny) a vyvrcholila srazem nejúspěšnějších pionýrských oddílů pod názvem Signál ‒ Expedice 50.

Co to vlastně byla Expedice 50?

45 členný kolektiv pionýr. vedoucích a členů SSM ze Sokolova se vydal 15. května pěšky na cestu dlouhou 270 km do Prahy. Procházel místy dělnických bojů, Březovou u Karlových Var, Žluticemi, Křivoklátem, Unhoští, Lidicemi. 1. května vyšla 5 členná skupina z Dukly a ušla cestu přes 1000 km pěšky. Skupina putovala místy děl. bojů, pořádala besedy se sovět. vojáky, umístěnými na našem území, prohlédla si mezinár. tábor v Seči. Obě skupiny dorazily současně do Prahy v den zahájení sjezdu – 25. května ve čtyři hodiny odpoledne. 15 zástupců z Expedice bylo přijato ve Sjezdovém paláci představiteli KSČ, proběhla beseda, při níž bylo předáno splnění závazků sokolovské mládeže k 50. výročí vzniku KSČ.
Kronika obec Stříbrná 1971

Školní rok 1972/73 byl zaměřen na 25. výročí února 1948 – po všech okresech pionýři plnili Signál P – 25.
Průběh expedice:
Signál: Aurora ‒ prohlubování vztahu pionýrů k Sovětskému svazu socialistických republik (dále jen SSSR), sovětskému lidu.
Signál: Lidové milice ‒ prohloubení vztahu pionýrů ke KSČ, dělnické třídě, Lidovým milicím.
Signál: Vždy připraven posílení vztahu dětí k PO SSM, k jejím symbolům, k tradicím dětského pokrokového hnutí.
Signál: Pionýrskou stezkou ‒ přípravná etapa okresní organizace k oslavám 25. výročí vzniku Pionýrské organizace v Československu, které proběhnou v následujícím roce.     

Každý signál vyvrcholí soutěží tříčlenných družstev pionýrských skupin. Po ukončení jednotlivé etapy zašle skupinový vedoucí okresnímu štábu čestné prohlášení. Završení proběhne v červnu celookresním srazem nejúspěšnějších oddílů.
Eva Vaňková, Dům dětí a mládeže ve Znojmě, 2014
Rok 1974 provázela celostátní hra К budování a obraně socialistické vlasti buď připraven! (P 25) k 25. výročí vzniku PO SSM byla zaměřena na seznamování pionýrů „s revolučními tradicemi dělnické třídy a KSČ i na socialistickou výstavbu Československa” a rok 1975 turisticko-branná soutěž Expedice 30 (vyhlášená v březnu 1974) k 30. výročí SNP, Pražského povstání a osvobození Československa Sovětskou armádou.
Na počest 15. sjezdu KSČ a 55. výročí vzniku KSČ probíhala soutěž pionýrů pod názvem Signál – P 15. Soutěž měla tři kola: Signál Přátelství, Signál Lidové milice, Signál Rudý šátek. Soutěž vrcholila celookresním pionýrským aktivem. Ve školním roce 1976/1977 probíhala k 60. výročí VŘSR celostátní branná hra Vždy připraven. V rámci hry se pionýři seznamovali s oslavami čtyř dnů: Den mladého obránce vlasti (slaven v rámci oslav VŘSR), Den lidových milicí (v den oslav Února 1948), Den čs. pionýrů (pořádaný v rámci oslav založení PO SSM) a Den pionýrské skupiny (připomínán během Mezinárodního dne dětí). V roce 1980/81 dominovala celostátní hra Pochod za rudým praporem P — 60 k 60. výročí založení KSČ, sestávající ze tří etap.
HLÁSÍ SE PIONÝRSKÁ SKUPINA

Po prázdninách opět zasedáme do školních lavic a tím pro nás začíná nový pionýrský rok. V předešlém roce jsme plnili podmínky P—60. Letošní rok je motivován 60. výročím rozhodnutí Komunistické strany Československa o utvoření organizace Rudých průkopníků a 60. výročí Všesvazové pionýrské organizace V. I. Lenina. V měsíci září a říjnu na nás čekají úkoly, které musíme splnit. Jsou to: rozdělení pionýrů do oddílů, kádrové obsazení oddílů, volby pionýrského aktivu, registrace oddílů, hodnotící schůze kolektivu pionýrských pracovníků, oddílová volební shromáždění, skupinové volební shromáždění, branná hra ke Dni Československé lidové armády, brigáda v JZD Čebín a školení pionýrského aktivu. Přičiníme se, abychom všechny úkoly splnili včas a beze zbytku. Závěrem děkujeme všem organizacím NF za odměny, které nám byly předány při městském hodnocení pionýrské hry P—60.

E. Sáblíková, ZDŠ Smíškova ul.
Tišnovský kulturní zpravodaj, 11.1881, s. 195
Ke 35. výročí PO SSM v roce 1984 byla vyhlášena celostátní pionýrská hra P – 35. Ve školních letech 1983/84 a 1984/85 se konala celostátní pionýrská hra Cestou ke svobodě a míru, uspořádaná k 40. výročí «vyvrcholení národně osvobozeneckého boje československého lidu a osvobození Československa Sovětskou armádou». Byla součástí mezinárodní štafety „Paměť” (mezinárodní mládežnické štafety vlasteneckých a internacionálních činů) a sestávala z pěti etap. Každá etapa obsahovala jeden úkol pro oddíly jisker, tři úkoly pro oddíly pionýrů a jeden společný aktivizující úkol. Například aktivizující úkol první etapy představoval nasbírat v týdnu od 8. do 14. října 1983 co nejvyšší množství druhotných surovin a výsledek ohlásit do 15. října 1983 do 16 hodin svému okresnímu štábu.
První etapa nesla název „Dukla – brána ke svobodě”. Druhá etapa pionýrské hry od 24. listopadu 1984 do 25. ledna 1985 pod názvem „Hovoří Moskva” byla zaměřená na Československé rozhlasové vysílání ze Sovětského svazu v letech 1939–1945. Třetí etapa pod názvem „Po stopách osvobozeneckých bojů” na ní navazovala 26. ledna a končila 23. února 1985. Čtvrtá etapa, nazvaná „Ostravská operace”, probíhala v termínu od 23. března do 3. května 1985. Pátá etapa „Vítězství” byla zahájena manifestačně 4. května 1985 v Praze před Národním památníkem na Vítkově. Jako základní vodítko pro pátrání v historii měla pionýrů sloužit kniha armádního generála Ludvíka Svobody „Z Buzuluku do Prahy”.

### Pionýrské tábory
Pionýrské tábory (PT) pořádaly Domy pionýrů a mládeže (DPM), které byly v 50. letech 20. století zakládány jako příspěvkové organizace pro zabezpečování zájmové mimoškolní činnosti, dále PT organizovaly také základní školy ve spolupráci s pionýrskou skupinou (zejména v období normalizace), různé organizace Národní fronty (NF) a Československá lidová armáda (ČSLA). V největší míře se jednalo o PT Revolučního odborového hnutí (ROH) státních podniků a institucí. K tomu významně napomohla:
- „Vyhláška č. 122/1960 Sb. Ústřední rady odborů a ministerstva financí o poskytování prostředků a o uhrazování nákladů na činnost základních organizací Revolučního odborového hnutí v organizacích státního socialistického sektoru” a později
- „Vyhláška č. 121/1965 Sb. ministerstva financí a Ústřední rady odborů ze dne 26. října 1965 o použití prostředků fondu kulturních a sociálních potřeb a financování některých činností státních hospodářských organizací”.

Z fondu kulturních a sociálních potřeb (FKSP) Revolučního odborového hnutí bylo možné poskytnout pracovníkovi a jeho rodinným příslušníkům příspěvky na výběrovou rekreaci ROH, na podnikovou rekreaci v tuzemsku (jíž se rozuměly i veškeré zájezdy v tuzemsku pořádané ROH), na podnikovou zahraniční rekreaci a na pionýrské tábory.
§ 10 Rekreační zařízení
1 Na úseku rekreačních zařízení (chaty, stanové tábory, pionýrské tábory) bez ohledu, zda zařízení je ve správě podniku nebo ve vlastnictví nebo v užívání ROH, hradí se z příspěvků uživatelů výdaje na udržování a na vlastní provoz rekreačních zařízení.
2 Z fondu kulturních a sociálních potřeb se hradí
a) výstavba, vybavení investiční a neinvestiční povahy,
b) jako z doplňkového zdroje náklady na udržování a vlastní provoz rekreačních zařízení s výjimkou stravovacích nákladů uživatelů,
c) výdaje spojené s postavením a demontáží stanových táborů a uskladněním jejich zařízení.
3 Z fondu obnovy se hradí generální opravy rekreačních zařízení.
Vyhláška č. 121/1965 Sb.

### Československý pionýrský tábor Seč
Podle vzoru sovětského Všesvazového pionýrského tábora V. I. Lenina – «Artěk» vznikala obdobná zařízení také v NDR, Maďarsku, Bulharsku a Rumunsku. V roce 1953 byl z iniciativy PO ČSM a ministerstva školství vybudován u Sečské přehrady v budově střední školy Československý pionýrský tábor Seč. Mimo pionýrských táborů se zde pořádaly tzv. směny pionýrských aktivů, v letních měsících Mezinárodní tábory míru (MTM), konaly se zde přípravy pionýrů na reprezentaci v zahraničních táborech. Od roku 1960 se toto zařízení stalo metodickým střediskem pro přípravu vedoucích MTM.
Mezinárodní pionýrský tábor v Seči oslaví 10. výročí svého založení. Letos v I. turnusu hostí celkem 245 dětí od 8 do 15 let, z toho je 130 dětí ze zahraničí.
ČTK, fotografie 17.07.1963

## Organizační struktura, pionýrské symboly a členství
Vrcholným orgánem pionýrské organizace byla Ústřední rada PO SSM v čele s předsedou, který byl zároveň volen do funkce tajemníka Ústředního výboru SSM. Nejvyšším orgánem SSM byl Ústřední výbor SSM.
- 1972–1984 předseda ÚR PO SSM a tajemník ÚV SSM Jan Kohout[26]
- 1978–1984 předsedkyně ÚR PO SSM a tajemnice ÚV SSM Anna Kučerová[27]
- 1985–1990 předseda ÚR PO SSM a tajemník ÚV SSM Jaromír Meitner[28]

Základní složkou PO SSM byla pionýrská skupina, jednotlivé pionýrské skupiny ve školách a dětských domovech na okrese vytvářely okresní PO SSM a okresní organizace na území kraje krajskou PO SSM. Pionýrská skupina sestávala z pionýrských oddílů, které se zakládaly podle školních tříd, v podstatě pionýrský oddíl se rovnal školní třídě. Oddíl se pak dělil na družiny. Organizace měla vytvořeny tři věkové kategorie pro děti: jiskry ve věku 6–8 let, mladší pionýry ve věku 8–12 let a starší pionýry ve věku 12 až 15 let. Čtvrtou byla kategorie pionýrských pracovníků (vedoucí nad 18 let, instruktoři 15–17 let).

### Pionýrský oddíl
Pionýrský oddíl (15-20 členů) tvořil základní jednotku pionýrské skupiny. V jeho čele stál oddílový vedoucí starší 18 let, který se ze své činnosti zodpovídal skupinovému vedoucímu. Odvolat jej mohla Okresní rada PO SSM nebo vedení skupiny. Pomáhat mu mohli pionýrští instruktoři. Vedoucí vypracovával plán práce, který měl sloužit mimo výchovné části také prohlubování zálib a zájmů, k utužování přátelství. Oddílové shromáždění se konalo jednou do roka a při něm se většinou konalo i skládání slibu. Někdy sliby pionýrů probíhaly hromadně v rámci různých politických výročí. Na oddílovém shromáždění byla volena oddílová rada: předseda, praporečník, kronikář, pokladník, vedoucí družiny, hospodář, nástěnkář, zdravotník, dopisovatel a zástupce do skupinové rady.

### Pionýrští pracovníci
Jednotliví pionýrští pracovníci PO SSM vykonávali různé funkce: instruktor, vedoucí oddílu, zástupci vedoucích oddílu, vedoucí pionýrských skupin, členové vedení pionýrských skupin, členové rad PO SSM, aktivisté rad PO SSM, pracovníci aparátu a zařízení SSM pro PO SSM, odborní pedagogičtí pracovníci, vedoucí zájmových útvarů a lektoři. Obecnými požadavky na pionýrského pracovníka byly kladný vztah k dětem, bezúhonnost, občanství ČSSR, dobrý zdravotní stav, organizační schopnosti, důslednost, svědomitost a čestnost. Pokud zájemce o pionýrského pracovníka splnil obecné požadavky, musel následně projít odpovídajícím školením. Na každou funkci se skládaly zkoušky.
- Instruktoři PO SSM (ve věku od 14 do 18 let) skládali instruktorskou zkoušku,
- Oddíloví vedoucí PO SSM (starší 18 let) skládali tzv. Minimum pionýrského vedoucího.
- Další funkce vyžadovaly zkoušky III., II. a I. stupně (I. stupeň byl nejvyšším, povinný až od funkce tajemníka OV PO SSM).[30][31][32][33]

### Ústřední politická škola Socialistického svazu mládeže Seč
V roce 1982 byla v Seči zřízena „Ústřední politická škola Socialistického svazu mládeže Seč” (ÚPŠ SSM Seč, 1953–1973 Československý pionýrský tábor Seč, 1973–1982 Institut PO SSM). Zařízení se stalo celostátním centrem přípravy kádrů SSM a PO SSM, k němuž bylo začleněno vzdělávací zařízení v Praze-Písnici a Slovenská politická ústřední škola SSM v Bratislavě. V roce 1985 byly realizovány tři formy přípravy: příprava pionýrského aktivu, příprava pionýrských pracovníků a příprava funkcionářů SSM. Příprava pionýrského aktivu probíhala během tzv. směn pionýrského aktivu, kdy byli žáci 6. tříd základních škol proškolováni ve vědomostech pro funkci v PO SSM. Směny se konaly 4krát ročně a každé se zúčastnilo 126 žáků z celé ČSSR.
Jádrem přípravy Ústřední politické škola bylo vzdělávání „kádrů SSM a PO SSM”. Hlavní výchovně-vzdělávací přípravou kádrů byl roční všeobecně politický kurz, probíhající paralelně v Seči a v Bratislavě. Vedle marxismu-leninismu se účastníci vzdělávali v teorii a praxi SSM a PO SSM, v metodice politicko-organizátorských a zájmových činností, v pedagogice, psychologii a sociologii. Specifickou formou byl přípravný vzdělávací kurz pro zpravidla roční studium na „Vysoké komsomolské škole Ústředního výboru VLKSM” v Moskvě, jehož součástí bylo studium ruského jazyka (absolvoval např. Vasil Mohorita). Do funkce ředitele ÚPŠ SSM byl r. 1983 jmenován RSDr. Jiří Matějka CSc., člen ÚV SSM; zástupcem ředitele PhDr. Miloš Hudec, po něm jmenována zástupkyní ředitele Marta Budišová, CSc., která byla na IV. sjezdu SSM potvrzena členkou ÚV SSM. Od roku 1988 zastával místo ředitele Ing. Milan Bukač.

### Pionýrské symboly
Prostřednictvím pionýrských symbolů měly být pionýrům přiblíženy cíle a poslání pionýrské organizace. Symbolický byl proto i název slova „jiskra“ a „pionýr“. K symbolů každého pionýra patřil pionýrský průkaz a pionýrský kovový odznak tvořený státní vlajkou, otevřenou knihou a rudým ohněm se třemi rudými plameny. Kniha symbolizovala život, státní vlajka jednotu a tři plameny značily společné úsilí komunistů, mládeže a dětí. Rudý trojcípý šátek, uvázaný na krku, symbolizoval svazek 3 generací – pionýrů, svazáků a komunistů.
Dalšími pionýrskými symboly byl rudý pionýrský prapor PO SSM a praporky krajských i okresních rad, pionýrských skupin, jejichž barva představovala revoluční boj dělnické třídy proti vykořisťovatelům. Rudý prapor PO SSM, věnovaný v roce 1971 pionýrské organizaci k jejímu 25. výročí. Byl uložen v Domě československých dětí na Pražském hradě, v budově Starého purkrabství.
Pionýrský pozdrav vyjadřoval zájmy pracujícího lidu, které byly kladeny výše než zájmy osobní. Za poslední pionýrský symbol bylo považováno pionýrské heslo: výzva z úst vedoucího „K budování a obraně vlasti buď připraven!” a odpověď pionýra „Vždy připraven!”. Heslo bylo užíváno v nezměněné podobě v organizaci PO ČSM, v letech 1968–1970 i v organizace PO SSM.

### Členství
Vstup do Pionýrské organizace SSM byl považován za samozřejmou povinnost, odmítnutí členství (popřípadě zrušení členství) postihovalo pouze děti z tzv. nejzávadnějších rodin. Členem organizace se stávalo dítě ve věku 6 až 15 let, žák základní školy, občan ČSSR, po složení pionýrského slibu prostřednictvím některého pionýrského oddílu. Členství zaniklo rozhodnutím dítěte, po ukončení školní docházky, výjimečně vyškrtnutím pionýrskou skupinou. Poté, co jiskra odevzdala přihlášku do PO SSM a pionýrským slibem se zavázala k plnění pionýrských zásad, složila pionýrský slib, se stala pionýrem. Přechod z jedné věkové kategorie do druhé byl kontinuální a předem naplánovaný (jiskra, pionýr, vedoucí skupiny a oddaný člen KSČ).

#### Pionýrský slib
Slibuji před svými druhy, že budu pracovat, učit se a žít podle pionýrských zákonů, abych byl dobrým občanem své milované vlasti, Československé socialistické republiky, a svým jednáním chránit čest pionýrské organizace Socialistického svazu mládeže.

#### Zákony pionýrů
- Pionýr je oddaný své socialistické vlasti a Komunistické straně Československa.
- Pionýr je přítelem Sovětského svazu a obhájcem pokroku a míru na celém světě.
- Pionýr ctí hrdinství práce a boje.
- Pionýr svým jednáním, učením a prací prospívá socialistické vlasti.
- Pionýr je hrdý na svoji Pionýrskou organizaci SSM.
- Pionýr se připravuje na vstup do Socialistického svazu mládeže.[29]

#### Pionýrský kroj
Od roku 1970 se začalo pracovat na novém pionýrském kroji, který byl postupně uváděn do praxe. Se zavedením pionýrského kroje vyšla v roce 1978 Pionýrská encyklopedie s „krojovým předpisem“. Nový pionýrský kroj nahradil dosavadní bílé košile a modré sukně či kalhoty. Pionýrský šátek se na krk vázal předepsaným tzv. ambulantním uzlem (plochá spojka). Nosit pionýrský šátek na civilním obleku bylo závažným prohřeškem proti krojovému předpisu. Jiskry-dívky oblékaly bleděmodré propínací šaty s kovovým odznakem jisker, jiskry-hoši bleděmodrou bundu s odznakem jisker. Kalhoty chlapců nebyly v předpise stanoveny.
Slavnostní pionýrský kroj sestával z bleděmodré košile s pionýrským šátkem, u chlapců z modrošedých kalhot, u dívek z modrošedé sukně. Kalhoty i sukně měly textilní pásek s uzavíráním na kovovou sponu, na níž byl vytlačen pionýrský znak. Košile musela splňovat i další náležitosti. Na levém rameni měli pionýři našitou domovenku v barvě košile s tmavomodrým (předtištěným) lemováním, na které byl tmavě modře vyšit název sídla pionýrské skupiny (město, obec). Pod domovenkou (na levém rukávě, přibližně v polovině nadloktí) se našíval funkční štít v barvě košile, modře lemovaný a ve tvaru husitské pavézy. Na ten se případně podle funkčního zařazení připínaly jedna až tři rubínové hvězdičky (v oddíle, ve skupině nebo v okresním pionýrském štábu). Ve středu levé falešné kapsy košile se nosil kovový pionýrský odznak, který se podkládal předepsaným filcovým podkladovým kolečkem (mladší pionýři kolečko žluté, starší modré).
Na pravou klopu si pionýři dobrovolně připínali kovový odznak splněné etapy výchovného systému (Plameny, Cesty). Na horní část pravého rukávu si dobrovolně nažehlovali odznaky získaných odborností v rámci výchovného systému. Po složení slibu, jisker či pionýrského, obdrželi noví členové od skupinového vedoucího poukázky k zakoupení pionýrského kroje, který ale nebyl zrovna levný (pionýrská košile stála např. 110 Kčs).
Pracovní pionýrský kroj (pro činnost v přírodě, soutěže, tábory, atp.) sestával z košile v barvě khaki s červeným šátkem, kalhoty předepsány nebyly. Košile měla dvě našité kapsy s klopami, na ramenou nárameníkové pásky. Na pracovní košili se našívala domovenka v barvě košile se zeleným orámováním, funkční štít a připínal odznak s podkladovým kolečkem.
Profesionální pionýrští pracovníci nosili (dobrovolně) modrošedý kostým či oblek, do něhož oblékali bleděmodrou pionýrskou košili a šátek (na svazácké akce mohli šátek zaměnit vázankou SSM). Sako muselo být opatřeno domovenkou, funkčním štítem s rubínovými hvězdičkami a rubínovou páskou, odznakem s podkladovým kolečkem. Pracovní kroj sestával taktéž ze zelené košile s předepsanými náležitostmi.
Řadoví pionýrští vedoucí neměli kroj povinný (měli právo nosit kroj) a také jej moc nenosili. Mohli volit mezi bleděmodrou svazáckou košilí bez klop s našitým textilním znakem SSM a pionýrským šátkem nebo bleděmodrou pionýrskou košilí (domovenka, funkční štít s rubínovou páskou, rubínovými funkčními hvězdičkami) s kovovým odznakem na červeném podkladovém kolečku, dobrovolně na levé straně hrudi odznak získaného stupně kvalifikace.

## Zánik organizace
O „definitivním rozchodu s bývalými strukturami SSM” na celostátní konferenci v Brně informovalo 22. ledna 1990 Rudé právo. Konference schválila Prozatímní programové zásady a statut „Pionýra”, který začal působit jako samostatná společenská organizace. Ta postupně přešla v ideologicky nezávislé a demokratické sdružení Pionýr. Tím PO SSM formálně zanikla.